# Mirko Pašek
Mirko Pašek, vlastním jménem Vladimír Pašek (21. června 1910, Praha – 6. února 2002, tamtéž), byl český spisovatel, cestovatel, reportér, překladatel a autor dobrodružných próz především pro mládež.

## Život
Narodil se v rodině krejčovského mistra Václava Paška a jeho druhé manželky Julie, rozené Zvirodské (1876–??). Pokřtěn byl jako Vladimír František. Otec v roce 1899 ovdověl a v roce 1901 se znovu oženil. Z prvního manželství pocházel jeden nevlastní sourozenec, ze druhého dva. Z nich se dospělého věku dožila jen sestra Marie (1907–??).
V roce 1929 zakončil maturitou Československou obchodní akademii v Praze a poté pracoval jako úředník Městské spořitelny pražské. Roku 1945 se stal dramaturgem filmového odboru Ministerstva informací. V letech 1949 až 1955 pracoval v Československém státním filmu a pak se stal spisovatelem z povolání. 8. června 1946 se oženil s Věrou Boučkovou.

## Dílo
Od roku 1931 začal publikovat reportáže a povídky v různých novinách a časopisech (Právo lidu, Národní politika, České slovo, Pestrý týden a další). Ve svém literárním díle využíval především poznatky ze svých cest, které podnikal od třicátých let 20. století do zemí severní Afriky, Blízkého a Středního východu, na Cejlon, do jižní Evropy a také do USA.
Dějové zápletky jeho prvních románů z počátku 40. let 20. století byly sice milostné s lyrizujícími pasážemi, ale zároveň se v nich čtenář seznámil s řadou exotických míst (např. román Jezero plameňáků). V pozdějších dílech začínají převažovat sociální motivy, zobrazování útisku chudých a zotročovaných domorodců (Lovci perel, Ebenová karavana). Román Modrý leopard, ve kterém popisuje podvody západoněmeckého týmu na mezinárodním šestidenním motocyklovém závodu, se z tohoto hlediska se jeví jako největší úlitba tehdejšímu komunistickému režimu. Svá pozdější díla pak situoval do USA koncem 19. století do období osidlování jihozápadu země a vytlačování Indiánů z tohoto území (tzv. Oklahomská trilogie tvořená romány Muž pro Oklahomu, Ztracená prérie a Děvče pro Oklahomu), přičemž tento námět zbavil tradiční romantiky příznačné pro westerny.

### Knižní vydání
- Loď Opanake (1940), román o životě cestujících na lodi plující do Indie s milostným motivem.
- Vracím se z Babylonu (1941), román o snílkovi, který hledá klid a štěstí ve velké irácké poušti.
- Jezero plameňáků (1941, přepracováno 1971), román vyprávějící příběh italské dívky, jež cestuje z Libye do Tunisu za svým snoubencem. Na cestě potká českého světoběžníka, a když se na konci cesty setká u Jezera plameňáků se svým snoubencem, pozná, jak jí cesta změnila.
- Fakir z Benares (1944), sbírka povídek obehrávajících se v Indii a v Iráku.
- Adamův most (1946), román odehrávající se na Cejlonu, napsaný již v letech 1941–1942.
- Poprask (1946), humoristický román.
- Chata Vranka (1949), humoristický román vydaný pod pseudonymem Vladimír Bezchleba.
- Stoprocentní záhada (1950), detektivní román o pátrání po ukradené dýmce císaře Rudolfa II. vydaný pod pseudonymem Martin Los (pod vlastním jménem roku 1961).
- Lovci perel (1951), román o neúspěšné vzpouře somálských a arabských lovců perel v Rudém moři, ke které došlo před 1. světovou válkou.
- Start a cíl (1953), román ze sportovního prostředí o spolupracujícím kolektivu cyklistů jedoucích Závod míru.
- Veselé příběhy vojína Kulihrácha (1956), sbírka povídek ze sportovního prostředí čerpající ze zážitků maséra Ústředního domu armády.
- Dobrodružství na Bezejmenné řece (1957), sportovní román pro mládež líčící příhody skupiny pražských chlapců a dívek na prázdninové vodácké výpravě po řece Lužnici, která se náhle rozvodní.
- Tři sportovní vyzvědači (1958), sbírka povídek, pět humorných příběhů ze sportovního života, které si vyprávějí přátelé na dovolené u řeky Berounky.
- Ebenová karavana (1959), dobrodružný román pro mládež o osudu černých obyvatel dvou somálských vesnic, které chce bílý otrokář prodat do otroctví.
- Karneval v Maroku (1960), dobrodružný román o českém emigrantovi, který odjíždí ve třicátých letech do Maroka a přesvědčuje se zde o surovosti a nelidskosti kolonizátorů.
- Modrý leopard (1961), dobrodružný román pro mládež popisující podvody západoněmeckého týmu na mezinárodním šestidenním motocyklovém závodu v Krkonoších, které pomůže odhalit dětský pionýrský kolektiv.
- Hlubina pěti zázraků (1964), detektivní román pro mládež ze života svazarmovských potápěčů.
- Ostrov tisíce drahokamů (1964), dobrodružný román pro mládež, příběh dvou chlapců z rybářské vesnice na Cejlonu, kteří se snaží vymanit z útisku plantážníků.
- Země za obzorem (1966), dobrodružný román pro mládež, příběh mladého Maročana, který objeví podvod, jímž se zakladatel místní důlní společnosti zmocnil kmenového majetku.
- Nesmrtelný kovboj (1966), dobrodružný román pro mládež, jehož hrdinou je syn českého vystěhovalce, který se stal kovbojem, ale poznal i stinné stránky svého povolání, které se ve westernech obvykle neukazují.
- Sto dvacet krásek (1967), dobrodružný román jehož osu tvoří pověst o tom, že každý majitel perlového náhrdelníku, skládajícího se ze sto dvaceti překrásných perel, zemře.
- Muž pro Oklahomu (1972), první část volné románové trilogie (tzv. Oklahomská trilogie) odehrávající se koncem 19. století v období osidlování jihozápadu USA. Hrdinou románu je příslušník vypuzovaného indiánského kmene Komančů, který bojuje za spravedlivou věc svého lidu.
- Ztracená prérie (1975), druhá část volné románové trilogie (tzv. Oklahomská trilogie) odehrávající se koncem 19. století a líčící poměry v Oklahomě v době osidlování indiánských území bílými osadníky.
- Ostrov krásy (1977), dobrodružný román, ve kterém se český číšník, hledající v době krize ve třicátých letech práci na Korsice, zaplete bez vlastní viny do loupeže perlového náhrdelníku.
- Děvče pro Oklahomu (1980), třetí část volné románové trilogie (tzv. Oklahomská trilogie) z období osidlování jihozápadu USA rozvíjí příběh dospívající dívky, dcery českého vystěhovalce.
- Stoprocentní kluk aneb Kůň za zdí (1983), sbírka povídek pro děti odehrávající se za první republiky o klukovi Vládíkovi, který se chystá do první třídy.

## Překlady
- Zlaté rouno (z angl., autor Robert Graves, Praha, Družstevní práce. 1948, Práce, 1970 a Odeon, 1997)